# Triglycidylisocyanuraat
Triglycidylisocyanuraat (TGIC) is een derivaat van isocyanuurzuur met drie glycidylgroepen.

## Synthese
De synthese van triglycidylisocyanuraat gebeurt door de reactie van cyanuurzuur met een overmaat aan epichloorhydrine, dat tevens dienstdoet als oplosmiddel, en met gebruik van een organische base (een tertiair amine of een quaternaire ammoniumverbinding) als katalysator. Het reactieproduct is tris(3-chloor-2-hydroxypropyl)isocyanuraat. Dit wordt omgevormd tot TGIC (dehydrohalogenering) door er een dispersie van natrium- of kaliumhydroxide in dioxaan, xyleen of een vergelijkbare koolwaterstof, aan toe te voegen.
Het technisch product is een mengsel van twee diastereomeren, α- en β-TGIC.

## Toepassingen
De voornaamste toepassing is als crosslinker in poederlakken op basis van polyester. Een poederlak bevat gewoonlijk 4 tot 10% TGIC. Na het (elektrostatisch) opbrengen van de laklaag wordt het voorwerp in een oven verhit waardoor de laklaag smelt en er chemisch een driedimensionale uitharding plaatsvindt.
Een andere toepassing is in inkten voor het coaten van printplaten.

## Toxicologie en veiligheid
Triglycidylisocyanuraat is, zoals andere epoxiden, een erg reactieve stof en kan heftig polymeriseren onder invloed van katalysatoren en bij verwarming. Het kan heftig reageren met amines, carbonzuren en zuuranhydrides, thiolen, fenolen en alcoholen.
Herhaalde (beroepsmatige) blootstelling aan de stof kan contactdermatitis en beroepsmatig astma veroorzaken.
De stof kan ook genetische schade veroorzaken en wordt daarom ingedeeld als mutageen.